# 石榴坪乡
石榴坪乡，是中华人民共和国湖南省湘西土家族苗族自治州泸溪县下辖的一个乡镇级行政单位。

## 行政区划
石榴坪乡下辖以下地区：
兰村、碧溪村、民力村、芒田村、坪里村、牛角冲村和石榴坪村。